# Srédniaia Otla
Srédniaia Otla (en rus: Средняя Отла) és un poble de la República de Komi, a Rússia, segons el cens del 2010 tenia 22 habitants.